# 沖積層
沖積層（ちゅうせきそう、alluvium）は、約2万年前の最終氷期最盛期以降に堆積した地層のこと。

## 概要
沖積層は地質学的に最も新しい地層である。最終氷期の最寒冷期において、大地は洪積層に覆われ、海面は現在（完新世）よりも約120mほど低かった。発達した氷河や河川のはたらきによって、洪積層は削り取られ、河谷を形成した。最終氷期後期に入り、海面が上昇すると、それまで河谷であった河川の下流部に土砂が堆積し、周りの洪積層（洪積台地）よりも一段低い低地（沖積平野）を形成した。このようにしてできた地層を沖積層という。地形としては、平坦で湿地が多い。

## 構造
一般的な沖積層は、大まかに分けて下位より以下のような構造をしている。
- 基底礫層 - 最終氷期最盛期に形成されたものであり、最終氷期の海面低下期の河谷にあったものである。厳密には、完新世（沖積世）に堆積したものではないが、沖積層の形成過程の考えから沖積層に含められる。
- 下部砂層 - 海面上昇に伴い、河谷が沈水しつつあるときに堆積したものである。下部は河川の勾配が緩やかになることに伴って堆積し始めた陸成堆積物だが、上部は海岸が内陸に移動することによって発生した海成の堆積物であり、砂層であることから海岸であったことが分かる。
- 中部泥層 - 海成堆積物であり、シルトや泥で構成されており、貝殻などがよく含まれる。河谷が沈水して形成された内湾の堆積物である。軟弱な地層であり、N値は非常に小さく、一桁以下であることは珍しくない。
- 上部砂層 - 海面上昇によって形成された内湾が河川の堆積作用によって、埋積されていく際に形成された地層である。下部は、海岸に由来する砂層であるが、上部は河川由来の陸成層であり、砂の他、シルトや泥も含まれる。

## 特徴
未固結であり、地層の強度としては非常に軟弱である。砂丘など、上部砂層に十分な強度が得られない場合は、建築地盤としては全く適していない。重量建築物を建設する場合には、基盤岩や基底礫層まで支持部材を打ち込む必要がある。地震動にも弱く、水分を多く含む層であるため、沖積層が発達しているところでは、液状化現象も起こりやすい。
沖積層の厚さは地域により様々であるが、例えば東京地域においては最大で約70mにも達する。